# Orpheus (Schiff, 1948)
Die Orpheus war ein Kreuzfahrtschiff der griechischen Reederei Royal Olympic Cruises, das 1948 als Munster für die British and Irish Steam Packet Company in Dienst gestellt wurde. Das Schiff blieb bis 1999 in Fahrt und wurde 2000 im indischen Alang abgewrackt.

## Geschichte
Die Munster entstand unter der Baunummer 1349 bei Harland & Wolff in Belfast und lief am 25. März 1947 vom Stapel. Nachd er Übernahme durch die British and Irish Steam Packet Company am 17. Januar 1948 wurde das Schiff am 20. Januar auf der Strecke von Fishguard nach Cork in Dienst gestellt. Im April 1948 wechselte es auf die Strecke von Dublin nach Liverpool.
Am 23. Oktober 1961 kollidierte die Munster im Hafen von Liverpool mit dem Tanker Jakinda und musste bei ihrem Erbauer in Belfast repariert werden. Ansonsten verlief die Dienstzeit des Schiffes ohne größere Vorkommnisse. Im Oktober 1967 beendete es seinen Dienst bei der Irish Steam Packet Company und wurde unter dem Namen Munster 1 zum Verkauf angeboten.
Im Juli 1968 ging die Munster 1 an die griechische Epirotiki Lines und wurde nach ihrer Überführung nach Piräus zu einem Kreuzfahrtschiff umgebaut. 1968 erhielt das Schiff den Namen Theseus, nahm den Dienst jedoch erst im Folgejahr als Orpheus im Mittelmeer auf.
In den Wintermonaten 1969 und 1970 unternahm die Orpheus unter Charter des US-amerikanischen Reiseanbieters Ensign Cruises Kreuzfahrten nach Portugal, Spanien und Marokko. Von Mai 1970 bis Oktober 1971 charterte der ebenfalls amerikanische Anbieter Westours das Schiff für Reisen von Seattle nach Alaska. Nach seiner Rückkehr nach Piräus im November 1971 blieb das Schiff den Rest seiner Laufbahn im Mittelmeer.
Nachdem Epirotiki Lines 1995 aufgelöst wurde wechselte die Orpheus 1996 zur Nachfolgerreederei Royal Olympic Cruises, wo sie weitere drei Dienstjahre verbrachte. 1999 beendete das Schiff seine aktive Dienstzeit nach 51 Jahren und lag fortan in Piräus. Im Oktober 2000 wurde die Orpheus unter dem Überführungsnamen Orpheu zum Abbruch ins indische Alang verkauft, wo sie am 24. Dezember 2000 eintraf.